# Доценко, Анатолий Иванович
Доценко Анатолий Иванович (6 августа 1945, Москва) — инженер-механик, доктор технических наук, профессор, академик Российской Академии Естествознания, действительный член Международной Академии транспорта, Почётный работник высшего профессионального образования Российской Федерации, Заслуженный деятель науки и образования РАЕ, декан факультета Механизации и автоматизации Московской государственной Академии коммунального хозяйства и строительства (МГАКХиС), заведующий кафедрой «Строительные машины, эксплуатация и ремонт оборудования» (МГАКХиС), член ряда научных, учёных и редакционных советов. Награждён золотой медалью имени В. И. Вернадского и медалью «Ветеран труда».
Автор более 200 научных статей и книг, в том числе 9 учебников и учебных пособий, 3 монографии, 6 авторских свидетельств и патентов на изобретения. Член авторского коллектива Российской Академии наук по изданию энциклопедии «Машиностроение» том IV — 9.
Результаты выполненных научных работ связаны с разработкой вопросов динамики машин вибрационного и виброударного действия с кинематическим возбудителем колебаний. Ряд выполненных разработок посвящён исследованиям триботехнических систем при вибрационных нагружениях.
Второй концентр научных интересов Доценко А. И. — разработка структуры и моделирование комплексной системы управления производством строительных материалов с учётом влияния факторов их транспортировки, укладки и уплотнения.
Результаты выполненных исследований по первым двум направлениям нашли применение при создании новых высокоэффективных машин строительно — дорожного и коммунального назначения.
Третье направление деятельности — это модернизация машин и оборудования предназначенных для обустройства и охраны окружающей среды, оптимизация их параметров.
А. И. Доценко на протяжении более тридцати лет ведёт подготовку инженерных кадров, аспирантов и докторантов по направлению «Транспортные машины и транспортно — технологические комплексы».
Распоряжением Правительства Российской Федерации от 6 февраля 2012 г. № 146 -р г. Москва Доценко Анатолию Ивановичу присвоено звание Лауреата премии Правительства РФ за 2011 год. Распоряжение опубликовано в Российской газете 15 февраля 2012 года http://www.rg.ru/2012/02/15/premiya-dok.html
Ссылка

## http://findpatent.ru/byowners/126353/
Краткий перечень изданных книг.
- А. И. Доценко. Строительные машины // Учебник для ВУЗов. — М.: Стройиздат, 2003.
- Н. И. Алиев, К. Я. Вильданов, А. И. Доценко. Электротехника, электропривод, электроника // Учебное пособие для ВУЗов. — М.: МИКХиС, 2004.
- А. И. Доценко. Коммунальные машины и оборудование // Учебник для ВУЗов. — М., 2005.
- Энциклопедия «Машиностроение» // Строительные, дорожные и коммунальные машины. Оборудование для производства строительных материалов. — М., 2005. — Т. IV — 9.
- А. И. Доценко. Основные принципы комплексного управления производством асфальтобетона // Известие вузов. Строительство. — 2005. — Вып. 7.
- А. И. Доценко, Э. Д. Браун. Модель фрикционного контакта при вибрационном нагружение // Известия вузов Северокавказского региона : журнал. — 2004.
- А. И. Доценко, Э. Д. Браун. Исследование износоусталостных повреждений вибрационного оборудования на предприятиях стройиндустрии. Материалы международного симпозиума по трибофатике. — Тернополь, 2005.
- А. И. Доценко. Моделирование системы автоматизированного управления производством асфальтобетона // Транспортное строительство : журнал. — 2005. — Вып. 10.
- Е. Г. Гологорский, А. И. Доценко, А. С. Ильин. Эксплуатация и ремонт оборудования предприятий стройиндустрии // Учебник для ВУЗов. — М., 2006.
- А. И. Доценко, В. А. Зотов. Машины и оборудование природообустройства и охраны окружающей среды города // Учебное пособие для ВУЗов. — 2007.
- А. И. Доценко, Е. Г. Гологорский, Д. А. Максимов. Основы триботехники // Учебное пособие для ВУЗов. — МИКХиС. — М., 2008.
- A. U. Docenko. Complex managerial system by production asfaltobeton. XVIII International scientific conference «Transport 2008». — 2008.

Публикации в изданиях Российской Академии Естествознания: 2 / перечень публикаций